# Unreleased & Revamped
Albums de Cypress Hill
Cypress Hill III: Temples of Boom
(1995) Cypress Hill IV
(1998)
Unreleased & Revamped est un EP de Cypress Hill, sorti le 13 août 1996. 
Cet EP inclut plusieurs titres présents dans les albums précédents, qui ont été remixés pour l'occasion, ainsi que des titres inédits, le tout toujours produit par DJ Muggs.
L'album s'est classé 15e au Top R&B/Hip-Hop Albums et 21e au Billboard 200.

## Liste des titres
| No | Titre                                                                   | Contient un (des) sample(s) de | Durée |
| -- | ----------------------------------------------------------------------- | ------------------------------ | ----- |
| 1. | Boom Biddy Bye Bye (Fugees Remix) (featuring les Fugees)                |                                | 3:35  |
| 2. | Throw Your Hands in the Air (featuring Erick Sermon, MC Eiht et Redman) |                                | 4:07  |
| 3. | Intellectual Dons (featuring Call O' Da Wild)                           |                                | 4:27  |
| 4. | Hand on the Pump (Muggs' Blunted Mix)                                   |                                | 4:41  |
| 5. | Whatta You Know                                                         | Walk on By d'Isaac Hayes       | 3:13  |
| 6. | Hits from the Bong (T-Ray's Mix)                                        |                                | 4:25  |
| 7. | Illusions (Q-Tip Remix)                                                 |                                | 3:51  |
| 8. | Latin Lingo (Prince Paul Mix)                                           |                                | 4:40  |
| 9. | When The Ship Goes Down (Diamond D Remix)                               |                                | 2:55  |